# Kanton Tuchan
Kanton Tuchan (fr. Canton de Tuchan) je francouzský kanton v departementu Aude v regionu Languedoc-Roussillon. Skládá se z osmi obcí.

## Obce kantonu
- Cucugnan
- Duilhac-sous-Peyrepertuse
- Maisons
- Montgaillard
- Padern
- Paziols
- Rouffiac-des-Corbières
- Tuchan